# Burg Ellhofen
Die Burg Ellhofen ist die Ruine einer Höhenburg auf 760 m ü. NN etwa einen Kilometer südlich des zum Westallgäuer Markt Weiler-Simmerberg gehörenden Ortes Ellhofen. Von der ehemals gut befestigten mittelalterlichen Burganlage sind nur noch wenige Mauerreste erhalten.

## Geschichte
Die Geschichte der Burg und die des Ortes Ellhofen sind eng miteinander verknüpft. 
Die Herrschaft ist erstmals im Jahr 1287 nachweisbar. Nachdem den Herren von Ellhofen die alte Burg in der Nähe der heutigen so genannten Tobelmühle zu unbequem und zu klein geworden war, begannen sie zu Ende des 13. Jahrhunderts mit dem Bau der neuen Burg Ellhofen.
Die Gesamtanlage der auf dem Hügel gelegenen Burggebäude und Burgmauern stellt ein ziemlich regelmäßiges Viereck von 18 Metern Länge und Breite dar. Mit vorgebautem Zwinger und Aufgang war die Burg 28 Meter lang und 18 Meter breit.
Sie war seit 1418 mit der Niederen Gerichtsbarkeit ausgestattet. 1446 starb der männliche Stamm des Geschlechts aus, als Rudolf von Ellhofen von Eidgenossen bei Ragaz erstochen wurde. Seine Schwestern verkauften daraufhin den Besitz an Rudolf von Weiler. Bereits 1462 ging die Burg an die Grafen von Montfort-Rothenfels über, die sie ebenfalls nur kurze Zeit besaßen. Im Jahr 1475 erwarb Wilhelm von Neidegg, ein wohlhabender Patrizier aus Ravensburg, Burg und Dorf Ellhofen für die beträchtliche Summe von 1600 Gulden.
Im Bauernkrieg wurde die Burg 1525 geplündert und verwüstet.
Die männliche Linie der Neidegger starb im Jahr 1562 aus, woraufhin die Herrschaft an den Deutschritterorden verkauft wurde. 1634 im Verlauf des Dreißigjährigen Krieges wurde Burg Ellhofen von den Schweden niedergebrannt und ist vermutlich seither unbewohnt. 1806 kam die Ruine an Bayern, 1853 wurde sie gezielt abgetragen, um mit dem auf diese Weise gewonnenen Baumaterial die Kirche in Ellhofen zu erweitern.
Ebenso wurden Steine für den Bau der Brandmauer des heutigen Burghofs und für die Simmerberger Kirche verwendet. Mit großer Wahrscheinlichkeit auch für den Bau (1552) des Amtshauses in Ellhofen, dem heutigen Gasthof Adler.

## Beschreibung

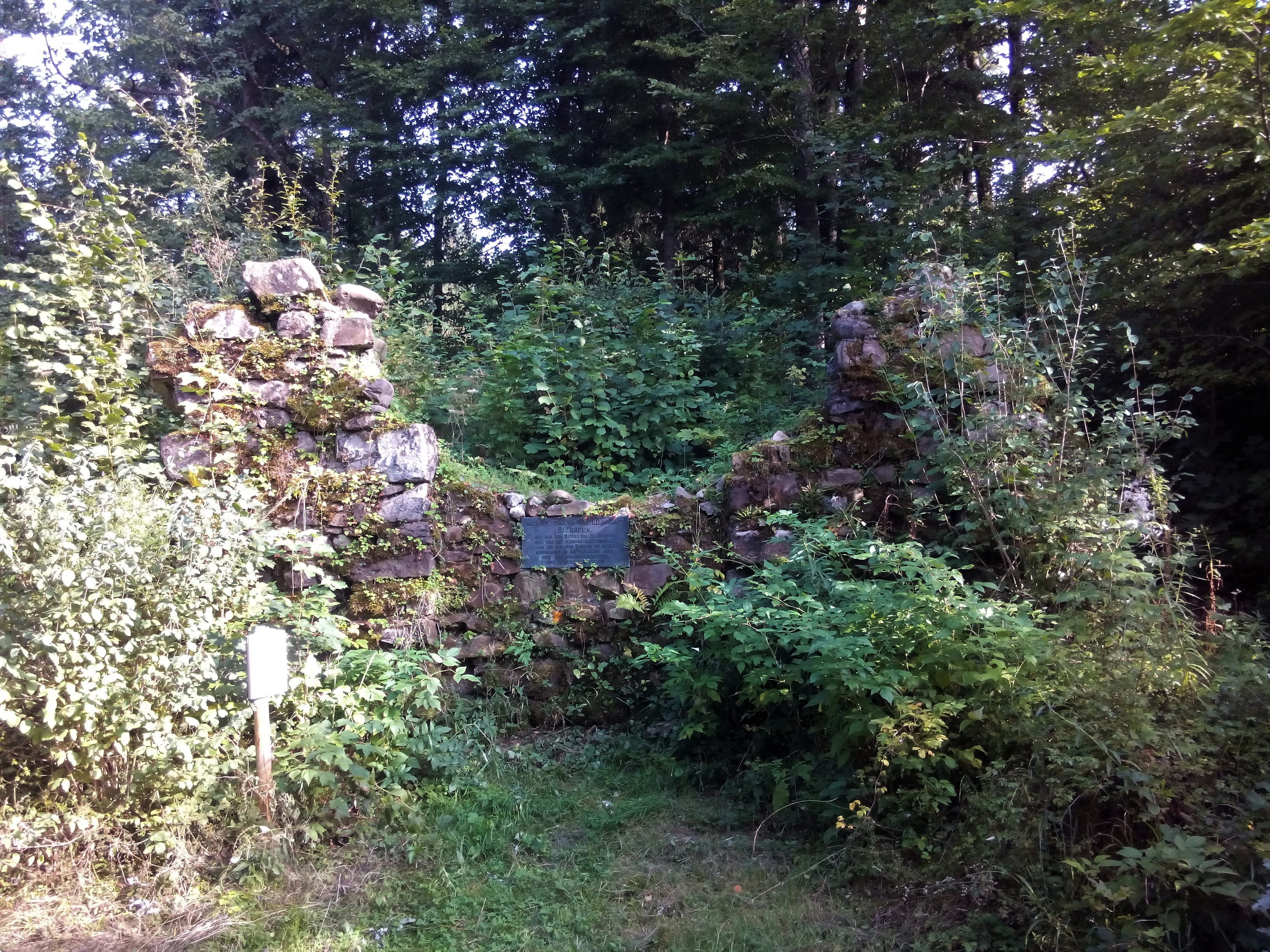
Burgruine Ellhofen im August 2017

Die Ruine steht über dem Tal des Ellhofer Tobelbachs auf einem kleinen Hügel, der von zwei vermutlich manuell ausgehobenen Doppelgräben begrenzt wird. Die vorhandenen Mauerreste können einem quadratischen Bergfried auf der westlichen Seite und den Hauptgebäuden der Burg zugeordnet werden. An einem sechs Meter langen und zweieinhalb Meter hohen Mauerstück ist eine Gedenktafel angebracht.
Der ehemalige Bauhof der Burg ist erhalten geblieben und wird heute bewohnt.